# 1993年度新城勁爆家族音樂大賞得獎名單
1993年度新城勁爆家族音樂大賞得獎名單列出1993年度新城勁爆家族音樂大賞頒發的獎項及得獎者，此頒獎禮由新城電台主辦，於1993年9月9日舉行，首兩年名稱為「新城勁爆家族音樂大賞」，大致已設有勁爆男、女歌手三甲獎項，勁爆新登場男、女歌手獎項，勁爆歌曲獎項，讓樂迷投票得出的「熱線偶像大賞」等。 

## 得獎名單（節錄）
- 新城勁爆男歌手
  - 金獎：張學友
  - 銀獎：劉德華
  - 銅獎：黎明
  - 最後五強：張學友、黎明、劉德華、郭富城、許志安

- 新城勁爆女歌手 [3]
  - 金獎：林憶蓮
  - 銀獎：葉蒨文
  - 銅獎：周慧敏
  - 最後五強：林憶蓮、葉玉卿、周慧敏、王靖雯、葉蒨文

- 新城勁爆組合[4]
  - 金獎：Beyond
  - 銀獎：草蜢
  - 銅獎：太極

- 新城勁爆大躍進男歌手：
  - 張智霖、黃凱芹
- 新城勁爆大躍進女歌手：
  - 王靖雯、鄭秀文

- 新城勁爆新晉男歌手：
  - 張衛健
- 新城勁爆新晉女歌手：
  - 湯寶如

- 新城勁爆國語歌手：
  - 金獎：林志穎
  - 銀獎：吳奇隆
  - 銅獎：金城武

- 新城勁爆形象突出男、女歌手: 
  - 葉玉卿、梁朝偉
- 新城勁爆形象大躍進大賞: 
  - 梁雁翎
- 新城勁爆大碟大賞: 
  - 《愛火花》——張學友
- 新城勁爆歌曲大賞: 
  - 《火熱動感 LA LA LA》——郭富城、許志安、鄭秀文、梁漢文
- 新城勁爆舞台大賞: 
  - 許志安
- 新城勁爆聽眾電話熱線大賞: [5]
  - 黎明
- 新城勁爆專業精神大賞: 
  - 劉德華
- 新城勁爆作曲大賞: 
  - 《長城》 ——黃家駒
- 新城勁爆作詞大賞: 
  - 《一人有一個夢想》 ——向雪懷
- 新城勁爆殿堂人物大賞: 
  - 溫拿樂隊
- 新城勁爆日本歌曲大賞:
  - 《星期五決鬥》——DREAMS COME TRUE
- 新城勁爆日本歌手大賞:
  - 工藤靜香 [6]